# الرميش (خولان)

تعديل مصدري - تعديل

الرميش هي إحدى قرى عزلة حباب آل حنتش بمديرية خولان التابعة لمحافظة صنعاء، بلغ تعداد سكانها 109 نسمة حسب تعداد اليمن لعام 2004.
وكذلك يوجد قرية الرميش في عزلة بني مسلم مديرية وصاب العالي محافظة ذمار
عدد الاسر اكثر من 84 اسرة
تعداد السكان 1018 نسمه
يعملون بالزراعة جزء بسيط منهم واغلبهم بالتجارة